# 薩姆戈羅多克 (斯克維拉區)
49°39′51″N 29°33′38″E / 49.66417°N 29.56056°E
薩姆霍羅多克（烏克蘭語：Самгородок）是位於烏克蘭北部的村莊，由基辅州白采爾克瓦區的斯克維拉市鎮負責管轄。該村面積6.66平方公里，海拔高度223米，2023年人口1,000，人口密度每平方公里183.2人。